# Arhynchonemertes axi
Arhynchonemertes axi är en djurart som tillhör fylumet slemmaskar, och som beskrevs av Riser 1988. Arhynchonemertes axi ingår i släktet Arhynchonemertes och familjen Arhynchonemertidae.
Artens utbredningsområde är havet kring Nya Zeeland. Inga underarter finns listade i Catalogue of Life.